# La Passion de Bernadette
La Passion de Bernadette (deutsch Die Leidenschaft der Bernadette) ist ein französischer Film aus dem Jahre 1989. Es handelt sich um die Fortsetzung des Filmes Bernadette – Das Wunder von Lourdes. Der Film wurde am 9. Mai 1990 in Frankreich veröffentlicht.

## Handlung
Bernadette Soubirous war 22 Jahre alt, als sie 1866 in das Kloster eintrat. Die gebürtige Lourdeserin war mehrmals die Heiligen Jungfrau erschienen. Sie starb am Ostermittwoch 1879 um 15 Uhr, wie Jesus Christus laut den Evangelien.
Der Film erzählt vom Leben der Sœurs de la charité de Nevers, den spirituellen Kämpfen von Bernadette Soubirous.